# Museo Casa Hacienda San Jacinto
El Museo Casa Hacienda San Jacinto es un sitio histórico y museo ubicado en el municipio de Tipitapa, Nicaragua, que conmemora la Batalla de San Jacinto, uno de los enfrentamientos más emblemáticos de la historia nacional. El museo está instalado en la antigua hacienda donde tuvo lugar la batalla el 14 de septiembre de 1856, durante la Campaña Nacional de 1856–1857 contra las fuerzas filibusteras del estadounidense William Walker.

## Historia
La casa hacienda fue escenario de la heroica resistencia del ejército nicaragüense compuesto por tropas del Ejército del Septentrión, campesinos y estudiantes bajo el mando del coronel José Dolores Estrada. En este lugar se enfrentaron y vencieron a los filibusteros que pretendían dominar Centroamérica.
En reconocimiento a su importancia histórica, el edificio fue restaurado y convertido en museo, siendo administrado por el Instituto Nicaragüense de Cultura.

## Colección
El museo alberga una serie de objetos y documentos relacionados con la batalla, entre ellos:
Réplicas de uniformes militares
Armas del siglo XIX
Pinturas conmemorativas
Documentos históricos y mapas de campaña
Monumento con la inscripción de los nombres de los combatientes

## Actividades y función educativa
El museo realiza:
Visitas guiadas para estudiantes y turistas
Actividades cívicas cada 14 de septiembre en conmemoración del aniversario de la batalla
Publicaciones sobre historia patria

## Importancia nacional
El sitio es considerado símbolo de la soberanía nacional nicaragüense y forma parte de la identidad patriótica del país. La Batalla de San Jacinto es celebrada como una de las fechas más importantes del calendario cívico y escolar de Nicaragua